# Robert Indiana
Robert Indiana (születési nevén Robert Clark; New Castle, Indiana, 1928. szeptember 13. – Vinalhaven, Maine, 2018. május 19.) amerikai képzőművész, neve szorosan kapcsolódik az assemblage és a pop-art mozgalmakhoz. A LOVE című nyomata, melyet eredetileg a Modern Művészeti Múzeum karácsonyi kártyájához készített 1965-ben, számtalan más formát is kapott, 1973-ban postabélyegként, majd köztéri szoborként vált a pop-art egyik ikonikus alkotásává.

## Élete és művészete

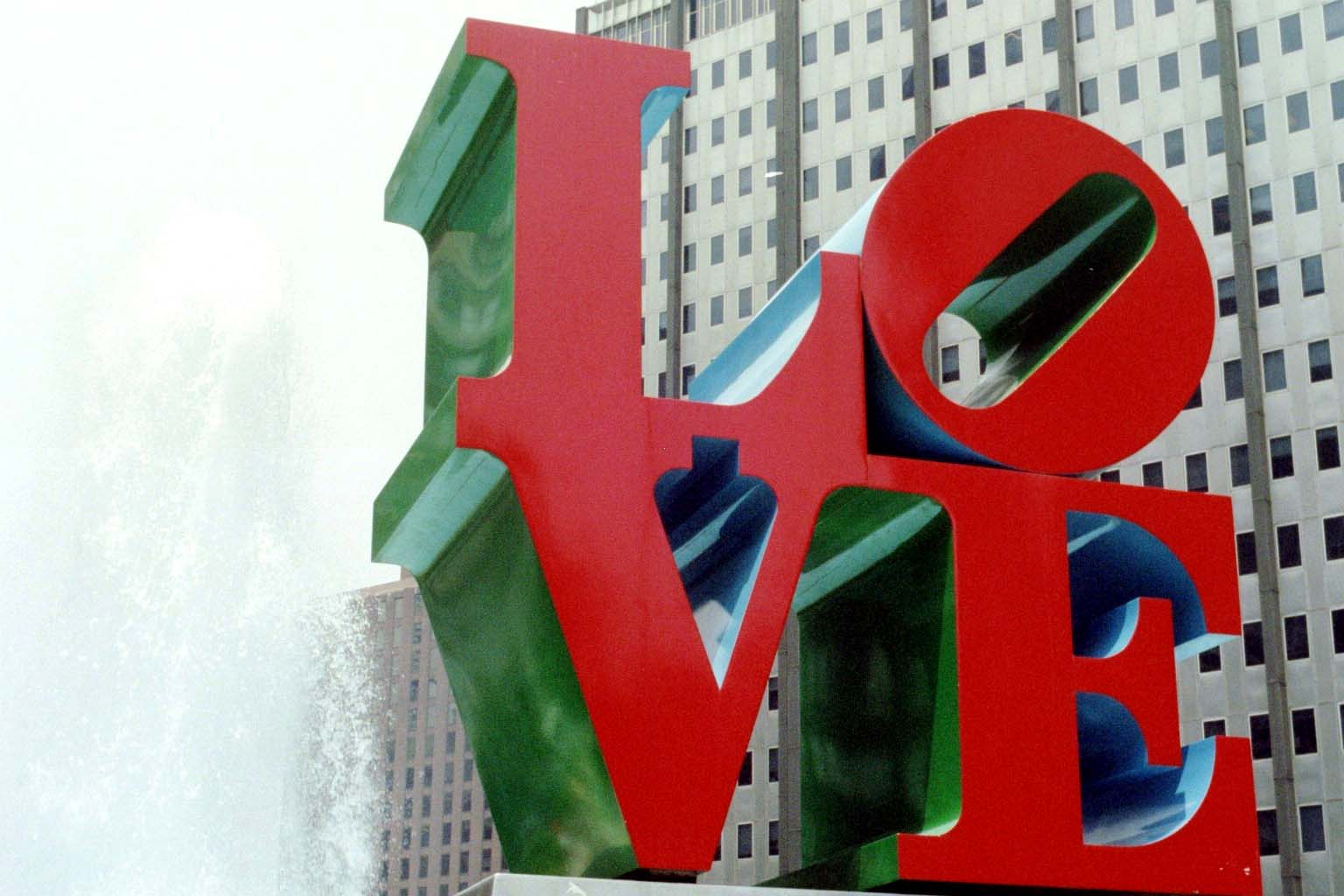
Robert Indiana LOVE c. szobra, John F. Kennedy Plaza, közismertebb nevén a LOVE-Park, Philadelphia

Earl Clark és Carmen Watters egyetlen gyerekeként született, apja benzinkutat üzemeltetett, majd adminisztratív állást kapott. Családja anyagi gondok között élt, melyet a gazdasági válság súlyosbított, szülei korán elváltak, Robert Indiana visszaemlékezései szerint 17 éves koráig Indiana államban 21-szer kellett költözködniük. 
Végül apjához kerülve műszaki középiskolában érettségizett, ezt követően három évig, 1946 és 1949 között a légierőnél szolgált, majd az USA és az  Egyesült Királyság több intézményében, a Chicagói Művészeti Iskolán 1949 és 1953 között, ezt követően Maineben a  Herron School of Art and Design nyári szemeszterén művészeti képzésben részesült, később Skóciában az Edinburgh-i Egyetemen angol irodalmat, botanikát, 20. századi filozófiát hallgatott, emellett az egyetem művészeti karát is látogatta 1953 és 1954 között.

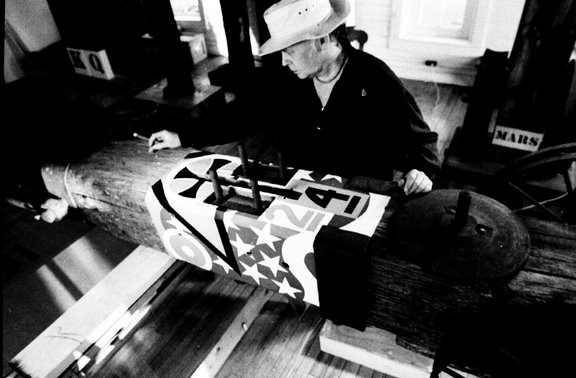
Robert Indiana Main-ben

1954-ben tért vissza az USA-ba, ahol New Yorkban telepedett le. Lower Manhattan akkor még működő kikötője, a Coenties Slip hajóin, rakparti környezetében beszerzett tárgyak lettek első szobrainak, assemblage alkotásainak alapjai. Az 1960-as években az USA közép-nyugati szimbólumai váltak olajfestményeinek témáivá, mint az 1961-ben született The American Dream, (Az amerikai álom) c. festményén is. Pályája az 1960-as évektől kezdett el szárnyalni, miután Alfred Hamilton Barr Jr., a Modern Művészeti Múzeum akkori igazgatója a múzeum számára megvásárolta az olajfestményt.
Indiana alkotásai gyakran egyszerű szimbólumokból állnak, például betűk, számok, rövid szavak, mint EAT, HUG és a legismertebb példa a LOVE sorozat.
Élete utolsó évtizedeiben a New York-i művészvilágból kivonulva, Maine államban, Vinalhaven kis szigetén, korábbi barátaitól is elzárkózva élt.
Jelenleg művei a legnagyobb múzeumok gyűjteményeinek, állandó kiállításainak részét képezik, köztük a New York-i Modern Művészeti Múzeum, a Metropolitan Művészeti Múzeum, a San Franciscó-i Modern Művészetek Múzeuma.

## Galéria

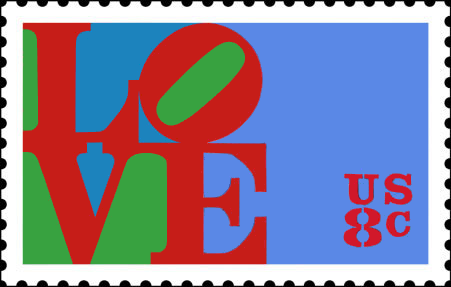
A LOVE bélyegképen
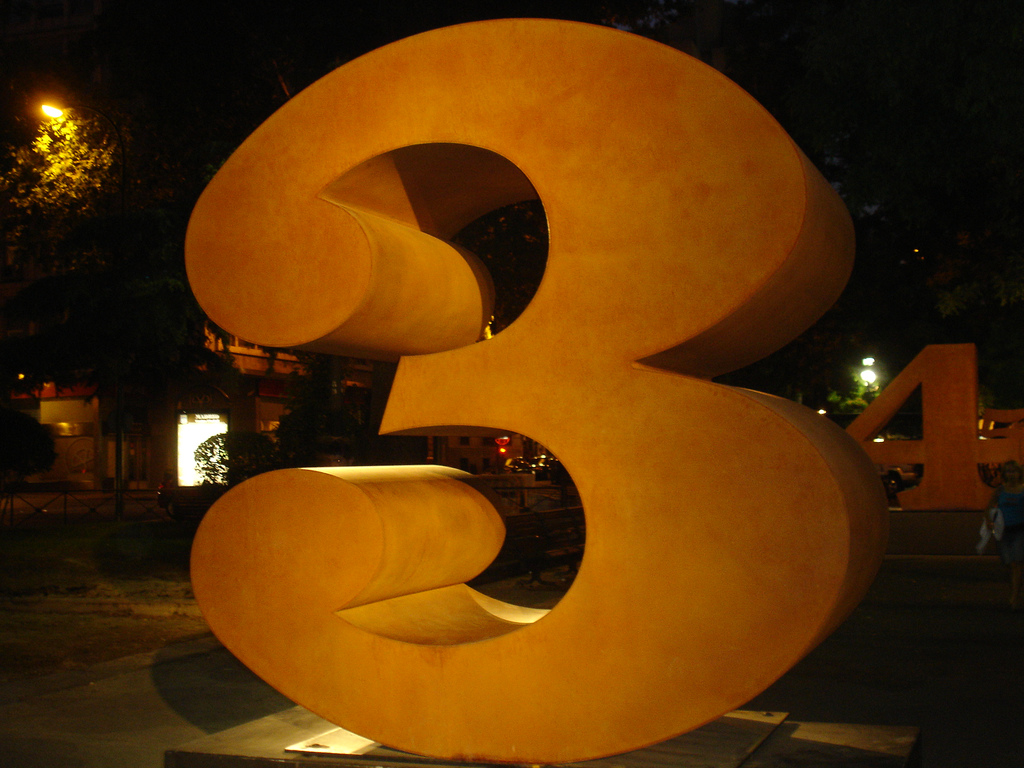
3-as szobor